# Ptychodontidae
Ptychodontidae (лат.) — семейство вымерших хрящевых рыб, похожих на акул, обитавших в северном полушарии в верхнемеловую эпоху. По некоторым данным, есть их находки из нижнего мела, а также нижнего палеогена.

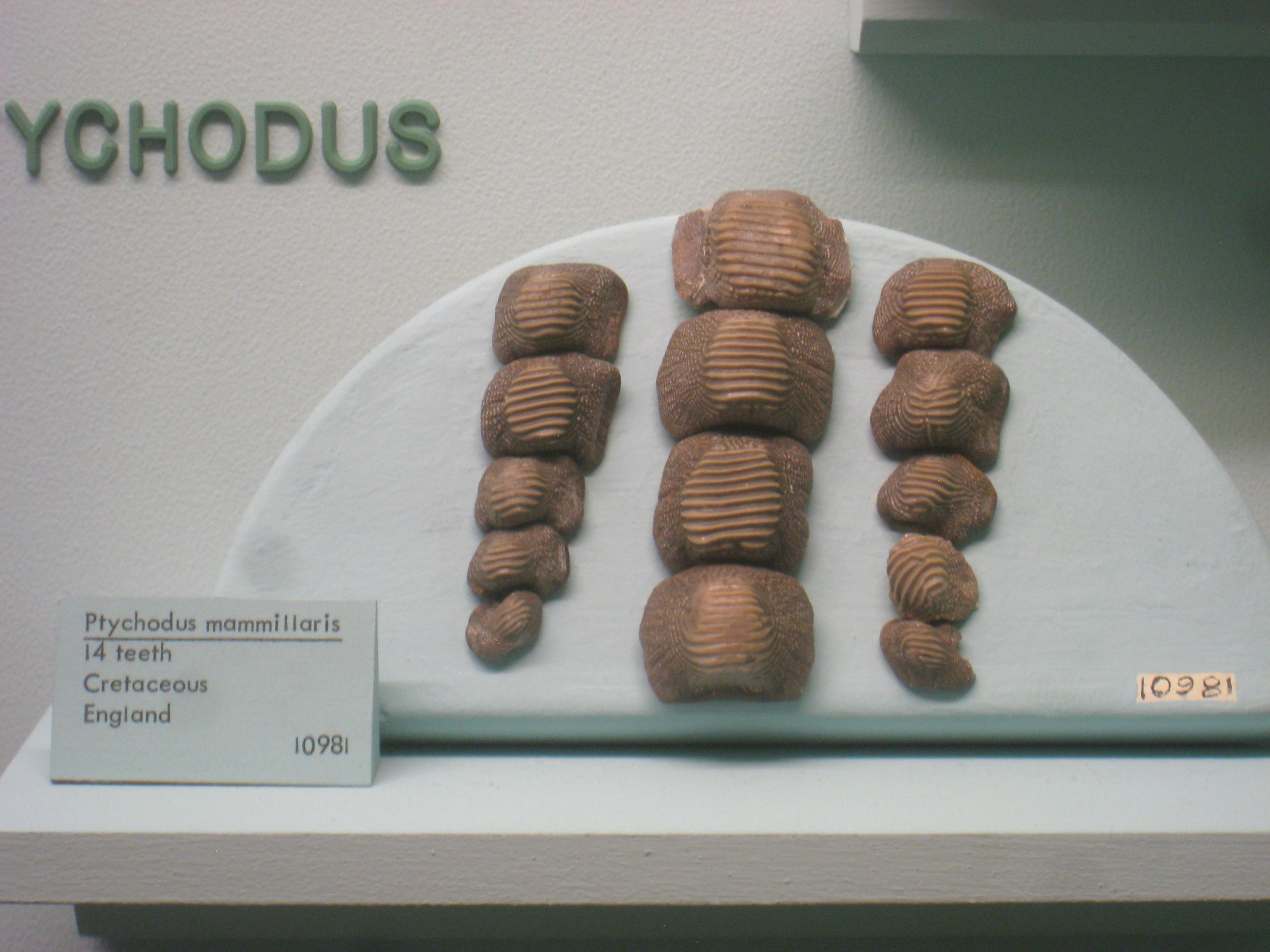
Зубы Ptychodus mammillaris

Ptychodontidae имели очень необычные для хрящевых рыб зубы: у них нет лезвия, а их рабочая поверхность широкая и часто почти плоская. Их эмаль покрыта рёбрами (обычно параллельными, но иногда радиально расходящимися из центра). Эти зубы покрывали челюсти, плотно состыковываясь друг с другом. Таким образом, это типичный дробящий зубной аппарат, которым рыбы дробили раковины и панцири своей добычи. Подобное устройство зубного аппарата — большая редкость для хрящевых рыб (среди современных родов дробящие зубы имеют обыкновенные куньи, вислоносые и рогатые акулы).
В семейство включают 2 вымерших рода: Heteroptychodus и птиходус (Ptychodus).